# Songjiang (Szanghaj)
Songjiang (chiń.: 松江区, pinyin: Sōngjiāng Qū) – dzielnica w południowo-zachodniej części miasta wydzielonego Szanghaj; w granicach miasta od 1958 roku.

## Historia
Na terenach obejmujących dzisiejszą dzielnicę utworzono w 751 roku powiat Huating (華亭), który w 1277 roku otrzymał status prefektury oraz nową nazwę – Songjiang. Za rządów dynastii Ming (1368–1644) i Qing (1644–1911) Songjiang rozwinęło się w duży ośrodek miejski. Początkowo gospodarka regionu opierała się przede wszystkim na produkcji i sprzedaży ryżu, lecz po przywiezieniu bawełny przez Mongołów w XIV wieku zaczęto stopniowo odchodzić od uprawy zbóż. Songjiang stało się ważnym producentem bawełny oraz ośrodkiem przędzalnictwa i tkactwa. Podczas powstania tajpingów (1851–64) miejscowość była ważnym punktem strategicznym dla obrony Szanghaju; Songjiang zostało poważnie zniszczone w czasie walk.
Szybki rozwój Szanghaju w XIX wieku osłabił pozycję ekonomiczną Songjiang. W 1958 roku powiat Songjiang włączono do miasta wydzielonego Szanghaj. Kolejna faza rozwoju Szanghaju, która rozpoczęła się w latach 80. przyniosła tym razem korzyści dla Songjiang, gdzie utworzono nową strefę przemysłową (przemysł elektromaszynowy, biochemiczny, farmaceutyczny i wysokich technologii) wraz ze strefą wolnego handlu. W 1998 roku Songjiang otrzymało status dzielnicy. Po 2000 roku otworzono w dzielnicy kilka szkół wyższych i ośrodków badawczych.

## Geografia
Dzielnica Songjiang leży w południowo-zachodniej części Szanghaju i zajmuje powierzchnię 604,67 km², co stanowi 9,5% powierzchni ogólnej miasta wydzielonego. 87,91% powierzchni dzielnicy obejmuje ląd, natomiast 12,09% to woda.
Przez dzielnicę przepływa rzeka Wusong Jiang (dawniej Song Jiang), która bierze swój początek z jeziora Tai Hu i uchodzi do rzeki Huangpu Jiang.